# 平井太朗
平井 太朗（へい たろう）は、日本の漫画家。もともとは平 太朗（読みは同じ「へい たろう」、ローマ字表記はHey!TAROH）のペンネームで、日本を代表するゲイ雑誌「G-men」で作品を連載していた。
「G-men」では 『さんきゅ』 『TEMBA』 といったコミカルな作品を描いており、少年誌作品の様な独特のタッチが一部のゲイには不評でもあったが、ホームページ等で知った一般人や女性にもファンが多い。
現在は活動の場をインターネットに移し、自身のホームページで掲載しているネットコミック 『35歳はじめて物語』 はDVDコミックとしても販売された（ただし、全編収録した物ではない）。その後も 『家族の食卓』 『わん!』 と言ったコミカルな中にもゲイの悲喜劇や直面する問題を取り上げた作品を発表している。
オンラインコミックの掲載以外にも、パソコンソフトであるComicStudioの解説書などを手がけている。